# Кобздей, Александр
Александр Ко́бздей (пол.  Aleksander Kobzdej; 12 сентября 1920, Олеско, Украина — 29 сентября 1972, Варшава, Польша) — польский художник, архитектор.

## Биография
Александр Кобздей родился 12 сентября 1920 года в Олеско, Украина. С 1939 по 1941 год изучал архитектуру во Львове. В 1946 году закончил обучение Гданьский политехнический университет, затем обучался в Краковской академии искусств.
Скончался 29 сентября 1972 года в Варшаве и был похоронен на воинском кладбище Повонзки.

## Творчество
В начале своего творчества придерживался социалистического реализма. Самой известной его работой в этом направлении является картина «Podaj cegłę» (Подай кирпич) из диптиха «Каменщики», написанная в 1950 году.
C 1950 года активно участвовал в ежегодных Национальных выставках живописи, которые организовывало Министерство культуры. Под влиянием поездок в страны Азии Александр Кобдзей стал постепенно уходить из социалистического реализма и стал писать абстрактные картины в стиле постмодернизма. Из абстрактных работ самыми известными являются «Szczelina w zieleni» (Щель в зелени, 1967) «Szeroka szczelina między fioletami» (Широкая щель среди фиолета, 1968).
Был соавтором комплекса зданий Китайского посольства на улице Бонифраторской, 1.

## Награды
- Золотой крест Заслуги (1952);
- Орден «Знамя Труда» II степени (1955).